# Variación del calado

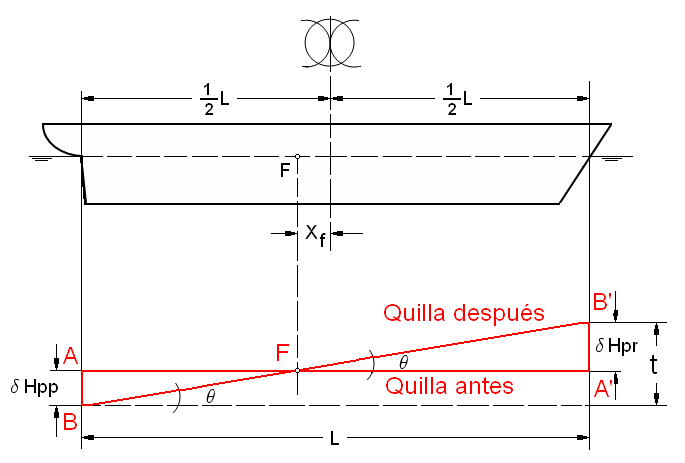
Variación del calado por translaciones de pesos.

## Variación del calado o fórmula de la alteración
Cuando se desplaza un peso dentro del buque en forma longitudinal, se desplaza también el centro de gravedad del conjunto. Esto requiere para alcanzar una nueva situación de equilibrio, un desplazamiento longitudinal del centro de carena, es decir una nueva condición de flotación, lo mismo se puede decir cuando se carga o descarga un peso fuera o desplazado del centro de gravedad del buque.
Si asumimos para el análisis que el buque tenía su quilla en forma horizontal ( sin asiento) previa a la traslación entonces la quilla adoptará una nueva orientación rotando la embarcación un ángulo {\displaystyle \theta } sobre un eje transversal que pasa por el centro de flotación F.
El eje de rotación F se encuentra desplazado de la sección maestra una distancia {\displaystyle X_{f}} a proa o popa (en el caso de la figura, popa).
Entonces definimos a la variación del calado en la perpendicular de proa o popa como:
{\displaystyle \delta H_{pr}=\left({\frac {1}{2}}L+X_{f}\right)tan(\theta )=\left({\frac {1}{2}}L+X_{f}\right){\frac {t}{L}}=t\left({\frac {1}{2}}+{\frac {X_{f}}{L}}\right)}
{\displaystyle \delta H_{pp}=\left({\frac {1}{2}}L-X_{f}\right)tan(\theta )=\left({\frac {1}{2}}L-X_{f}\right){\frac {t}{L}}=t\left({\frac {1}{2}}-{\frac {X_{f}}{L}}\right)}
Donde.
- {\displaystyle \delta H_{pr}=\delta H_{pp}}: Variación del calado en proa y popa respectivamente;
- {\displaystyle X_{f}} Distancia del centro de flotación a la sección media.
- {\displaystyle L} Eslora entre perpendiculares.
- {\displaystyle t} Asiento adoptado para la nueva condición de flotación.

Dado que la distancia {\displaystyle X_{f}} es muy pequeña respecto a la eslora L
podemos asumir en la práctica que:
{\displaystyle \delta H_{pr}=\delta H_{pp}=\left({\frac {1}{2}}\right)t}
Es decir : la variación de calado en proa y popa es la mitad de la variación de siento generada por el desplazamiento longitudinal de un peso.
En este análisis se asume que no hay cambios por flexión de la viga buque y que este se comporta como una unidad rígida.